# Atriplex rosea
Atriplex rosea es una especie de planta perenne perteneciente a la familia de las amarantáceas.  Es originaria de Eurasia.

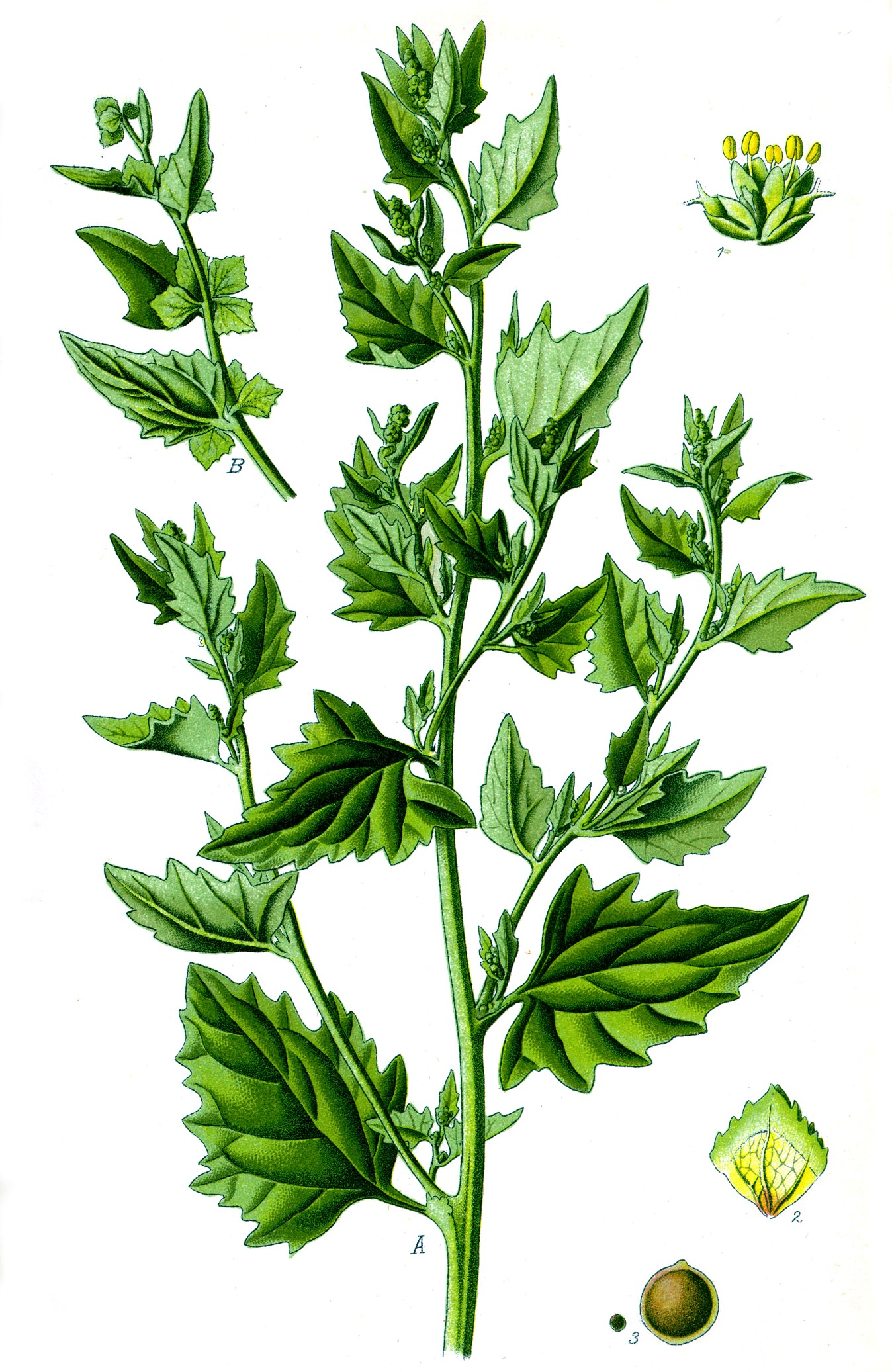
Ilustración

## Descripción
Es una planta anual, que alcanza un tamaño de hasta 1 m de altura, herbácea,  blanquecina. Tallo ascendente, ± ramificado. Hojas de tamaño muy variable, generalmente de 20-35(40) × (7)10-20 mm, carnosas a veces, rómbico-ovadas, con la base de subtruncada a cuneada y los márgenes desde subenteros a sinuado-dentados. Flores en glomerulillos axilares o en inflorescencias espiciformes, en el ápice del as ramillas, generalmente interrumpidas por hojas. Bractéolas fructíferas de 4-6 ×4-5,5 mm, sésiles, rosadas o blanquecinas, variables también por lo que hace a su forma y tamaño, generalmente rómbico-triangulares, agudas, dentadas, debase subtruncada o cuneada y dorso con tuberculillos que llegan a formar incluso un apéndice foliáceo, endurecidas, soldadas hasta la mitad. Semillas 1,5-2 ×1,7-2,5 mm, suborbiculares, aplanadas; radícula oblicua. Tiene un número de cromosomas de 2n = 18*; n = 9.

## Distribución y hábitat
Se encuentra en lugares ruderalizados, sobre suelos removidos, en el piso basal o montano. Región mediterránea, Sur de Rusia, C y SW de Asia, adventicia en el N de América y zona del Caribe. Dispersa por toda la península ibérica y las Baleares.

## Taxonomía
Atriplex rosea fue descrita por  Carlos Linneo y publicado en Species Plantarum, Editio Secunda 2: 1493. 1763.
Etimología
Atriplex: nombre genérico latino con el que se conoce a la planta.
rosea: epíteto latino  que significa "de color rosa. 
Sinonimia
| - Atriplex alba Scop. - Atriplex albicans Besser - Atriplex arenicola Hauman - Atriplex arenicola var. albescens Hauman - Atriplex argentea Schrad. ex Moq. - Atriplex axillaris Ten. - Atriplex besseriana Schult. - Atriplex foliolosa Link - Atriplex foliosa Guss. Ex Nyman - Atriplex graeci Tineo | - Atriplex monoica Weigel - Atriplex monoica Moench - Atriplex polysperma Ten. - Atriplex rosea subsp. foliolosa (Link) Cout. - Atriplex rosea subsp. terraconensis (Sennen) O.Bolòs & Vigo - Atriplex spatiosa A.Nelson - Atriplex terraconensis Sennen - Atriplex verticillata Lag. - Chenopodium roseum (L.) E.H.L.Krause - Obione axillaris (Phil.) Ulbr. - Schizotheca rosea Fourr. |

## Nombres comunes
- Castellano: hierba cenicera, salobre, yerba cenicera.[6]